# Lévai Enikő
Lévai Enikő (?, március 10. –) magyar színésznő, operetténekes, primadonna. 

## Életpályája
Szakközépiskolai tanulmányait a debreceni Kodály Zoltán Zeneművészeti Szakközépiskolában végezte. 2008-ban diplomázott a Miskolci Egyetem magánénektanár szakán, majd ugyanebben az évben a debreceni Csokonai Nemzeti Színház tagja lett. Klasszikus operaénekes szakon 2011-ben mesterdiplomázott a Liszt Ferenc Zeneművészeti Egyetemen. Később, 2015. januárjától a Budapesti Operettszínház primadonnája.

## Szerepei
| Szerző                            | Darab             | Szerep                      |
| --------------------------------- | ----------------- | --------------------------- |
| Kálmán Imre                       | A cirkuszhercegnő | Fedóra Palinszka            |
| Pejtsik Péter - Orbán János Dénes | Az Orfeum mágusa  | Carola Cecília - primadonna |
| Kálmán Imre                       | Marica grófnő     | Marica grófnő               |
| Kacsóh Pongrác                    | János vitéz       | Iluska                      |
| Kálmán Imre                       | Csárdáskirálynő   | Vereczki Szilvia            |
| Huszka Jenő                       | Mária főhadnagy   | Lebstück Mária              |
| Ádám Rita - Darvas Benedek        | A kék madár       | A Fény                      |
| Kocsák Tibor                      | Abigél            | Zsuzsanna testvér           |
| Raymond J. Lustig                 | Semmelweis        | Susan                       |
| Jacques Offenbach                 | Kékszakáll        | Isaure                      |
| Kálmán Imre                       | Riviera girl      | Sylva Vareska               |
| Huszka Jenő                       | Lili bárónő       | Lili bárónő                 |
| Jacobi Viktor                     | Sybill            | Sybill                      |
| Szirmai Albert                    | Mágnás Miska      | Rolla grófnő                |
| Farkas Ferenc                     | Csínom Palkó      | Éduska                      |
| Huszka Jenő                       | Mária főhadnagy   | Farkasházy Antónia          |
| Ábrahám Pál                       | Viktória          | Viktória                    |

Közreműködött számos gálaműsorban, többek között az alábbiakban:
- Budavári Palotakoncert (2015, 2017, 2018, 2020, 2022, 2025)
- Kistérségi Operettgálák
- Szellők szárnyán - Zenés utazás Huszka Jenő születésének 150. évfordulója emlékére
- Álom, álom, édes álom - Operett gála Kálmán Imre és Lehár Ferenc műveiből
- Pozsonyi Piknik
- Cintányéros cudar világ - Oszvald Marika jubileumi gála
- Szilveszteri gálák
- 100 éves az Operettszínház - Centenáriumi Ünnepi Gála
- Ave Maria - Adventi gála
- Te rongyos élet - Kálmán Imre gála
- Operett forgatag
- Szabadság, szerelem - Huszka Jenő gála
- Nekem élet a színház - Lehoczky Zsuzsa 85 gálaest
- Forever Broadway
- Szabad ég alatt - Operett és musicalgála
- Mindhalálig musical gála
- Broadway Fesztivál

## Elismerései
- I. Nemzetközi Simándy József Énekverseny: Wagner különdíj (2008)
- Nemzetközi Lehár Ferenc Operett Énekverseny: Fődíj (2016)
- Házy Erzsébet Nemzetközi Tehetségkutató Énekverseny: III. helyezett (2018)
- Versünnep Fesztivál, énekelt vers kategória: I. hely (2024)[5]
- Egy Lépéssel Több Alapítvány: Váradi Eszter díj - Az év előadóművésze (2024)[6]